# Boloria extenuata
Boloria extenuata är en fjärilsart som beskrevs av Cabeau 1922. Boloria extenuata ingår i släktet Boloria och familjen praktfjärilar. Inga underarter finns listade i Catalogue of Life.